# Sady K
Sady K (eig. Sadettin Kahriman, * 12. Juni 1981), auch bekannt als Diskostar, ist ein aus Berlin stammender, deutschsprachiger Sänger türkischer Herkunft.
Sady K begann seine Karriere 1995 in einer Schülerband als Backgroundsänger. Sein Stil ähnelt sehr dem Freestyle aus den späten 80er Jahren.
Durch Manny Marc, den er von Schulzeiten kennt, lernte er den Rapper Frauenarzt kennen, der ihm die Berliner Untergrundszene zeigte. Später wurde Sady K auch Mitglied der Straßengang Berlin Crime. Nach einigen gemeinsamen Liedern mit Bassboxxx brachte er 2003 sein Debütalbum „Jetzt oder Nie“ (produziert von DJ Reckless) heraus, das bei Raphaus Records auf den Markt kam. Sein Mixtape „Vertrau keiner Schlampe“ in Zusammenarbeit mit Reason, Spade, Bass Sultan Hengzt, Keskin, Automatikk und anderen erschien 2005 bei Game Over.
2006 stand er bei Harlem City Records/Raphaus Records unter Vertrag, wo er sein Best-of-Album im Jahr 2007 herausbrachte.
2008 arbeitete er mit Atzen Musik zusammen, auf deren Alben „Atzen Musik Vol. 1“ und „Atzen Musik Vol. 2“ er vertreten ist. Atzen Musik war 2008 bis Weihnachten auf Tour. Darüber hinaus absolvierte Sady K gemeinsam mit Frauenarzt und Manny Marc verschiedene Fernsehauftritte, darunter im ZDF-Fernsehgarten, wo sie die Single Atzin präsentierten.